# Alberto Lucchese
Pas d'image ? Cliquez ici

a Compétitions nationales et continentales officielles uniquement.

b Matchs officiels uniquement.
Alberto Lucchese, né à Trévise le 28 mars 1986, est un joueur international italien de rugby à XV jouant au poste de demi de mêlée.

## Biographie
Au cours de sa carrière, il a participé à 8 matchs de Champions Cup et 7 matchs de Challenge européen. Il fait partie des demi de mêlée italiens les plus expérimentés de sa génération.
En 2016, il obtient sa première sélection avec la sélection italienne à l'occasion du tournoi des Six Nations face à l'Irlande à l'Aviva Stadium le 12 mars 2016.

## Palmarès

### En club
- Vainqueur du Championnat d'Italie : 2007, 2009, 2013

### En équipe nationale
- 2 sélections au Tournoi des Six Nations 2016 contre l'Irlande et le pays de Galles